# Woodridge (ort i Australien)
Woodridge är en ort i Australien. Den ligger i kommunen Logan och delstaten Queensland, omkring 20 kilometer söder om delstatshuvudstaden Brisbane. Antalet invånare är 20 650.
Runt Woodridge är det mycket tätbefolkat, med 1 018 invånare per kvadratkilometer.. Närmaste större samhälle är Brisbane, omkring 20 kilometer norr om Woodridge.
Runt Woodridge är det i huvudsak tätbebyggt. Genomsnittlig årsnederbörd är 1 424 millimeter. Den regnigaste månaden är januari, med i genomsnitt 275 mm nederbörd, och den torraste är oktober, med 21 mm nederbörd.